# Fernand Nisot
 (juin 2013).
Si vous disposez d'ouvrages ou d'articles de référence ou si vous connaissez des sites web de qualité traitant du thème abordé ici, merci de compléter l'article en donnant les références utiles à sa vérifiabilité et en les liant à la section « Notes et références ».
Fernand Nand Nisot est un footballeur belge né le 11 avril 1895 à Bruxelles (Belgique) et mort le 31 juillet 1973 à Putte (Pays-Bas),.

## Biographie

### Formation
Il est ingénieur diplômé de l’école militaire de Bruxelles. 

### décorations
Il est invalide de guerre à trois reprises durant la Première Guerre mondiale. 

### Sports
Joueur de football au Léopold Club de Bruxelles et joueur international de l’équipe belge. Il est le plus jeune joueur belge à être sélectionné (il a 16 ans et 19 jours) dans l’équipe nationale du XXe siècle. 
Il participe avec son équipe au sortir de la guerre aux Jeux olympiques d’Anvers en 1920 et remporte la médaille d’or.